# Abdelmajid Oulmers
Abdelmajid Oulmers (Sidi Bouali, 12 september 1978) is een Marokkaans voormalig voetballer die bij voorkeur als Middenvelder speelde. Hij sloot in 2012 zijn carrière af. Oulmers speelde één wedstrijd in het Marokkaans voetbalelftal.